# Rick Wade
Pour les articles homonymes, voir Wade.
Rick Wade (né à Buchanan, dans le Michigan) est un DJ et producteur américain. Il est considéré par la presse comme une légende dans le domaine.

## Biographie
Vers le milieu des années 1980, pendant ses études à l'université du Michigan, Rick Wade fait ses premiers pas de DJ en jouant les premiers disques deep house au Nectarine Ballroom, salle dans laquelle Jeff Mills commence également sa carrière (dans un registre plus techno). Parallèlement, Rick Wade présente une émission de mix sur la radio WCBN intitulée Journey to the Land of House, qui connaît un grand succès. C'est ainsi que se construit sa renommée dans le Michigan en général et à Détroit en particulier, où il finit par installer son studio et fonder son label, Harmonie Park, en 1993.
Il sort son album Golden Harvest en 2015 qui est une « excursion dans le hip-hop instrumental downtempo », ainsi que quelques EP comme Another Galaxy en 2020.

## Discographie partielle

### Albums studio
- 2004 : Dark Ascension Darkskills
- 2005 : Darkskills
- 2008 : The Good, the Bad and the Deep
- 2009 : Requiem For a Machine Soul
- 2010 : Never Ending Reflections
- 2011 : With Me
- 2013 : RA.EX196
- 2015 : Golden Harvest